# Boulter’s Island
Boulter’s Island ist eine Insel in der Themse am Boulter’s Lock,
bei Maidenhead, Berkshire.
Boulter’s Island ist für Kraftfahrzeuge über die Boulter’s Bridge am flussabwärts gelegenen Ende von Boulter’s Lock zugänglich. Auf der Insel gibt es eine Reihe von Häusern, ein Restaurant und eine Bootswerkstatt mit einer Slipanlage.
Ray Mill Island liegt östlich, durch den Ray Mill Stream von der Boulter’s Island getrennt.
Der BBC-Fernsehmoderator Richard Dimbleby lebte viele Jahre auf Boulter’s Island.